# Kanton Audun-le-Roman
Kanton Audun-le-Roman (fr. Canton d'Audun-le-Roman) byl francouzský kanton v departementu Meurthe-et-Moselle v regionu Lotrinsko. Tvořilo ho 25 obcí. Zrušen byl po reformě kantonů 2014.

## Obce kantonu
- Anderny
- Audun-le-Roman
- Avillers
- Bettainvillers
- Beuvillers
- Crusnes
- Domprix
- Errouville
- Joppécourt
- Joudreville
- Landres
- Mairy-Mainville
- Malavillers
- Mercy-le-Bas
- Mercy-le-Haut
- Mont-Bonvillers
- Murville
- Piennes
- Preutin-Higny
- Saint-Supplet
- Sancy
- Serrouville
- Trieux
- Tucquegnieux
- Xivry-Circourt